# ナジェージダ・マンデリシュターム

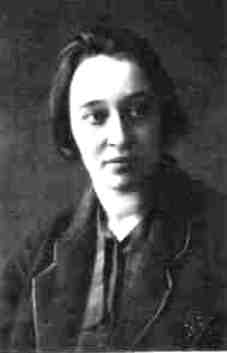
ナジェージダ・マンデリシュターム

ナジェージダ・ヤコヴレヴナ・マンデリシュターム（ロシア語: Надежда Яковлевна Мандельштам, née Hazin, 1899年10月31日 - 1980年12月29日）は、ロシア人の作家。オシップ・マンデリシュタームの妻でもあった。
サラトフにてユダヤ系中産階級の家庭に生まれる。若き日をキエフで過ごした。ギムナジウム（日本の高校とほぼ同じ）を卒業後、マンデリシュタームは芸術を専攻した。
1921年にオシップと結婚し、その後は夫とウクライナやサンクトペテルブルク、モスクワ、グルジアなどを転々とした。オシップは1934年、スターリンを風刺する詩（en:Stalin Epigram）を書いた罪で逮捕され、ナジェージダと共にペルム地方のチェルディンへ追放された（流刑処分）。二人はその後、ナジェージダ自身による党中央委員会への嘆願により、ヴォローネジに移ることとなった。
だが、オシップは再び逮捕されることになり、1938年にウラジオストク近郊のフタラヤ・レチカ一時収容所で息を引き取った。オシップの死後、自身もまた逮捕されかねないと予見していたナジェージダは、ロシアの秘密警察（NKVD）から逃れるために職業と居住地を転々とする遊牧民のような生活を送ることになった。その逃亡生活の最中、少なくともカリーニン市（現在のトヴェリ市）において、秘密警察はナジェージダを逮捕直前というところまで追い詰めていたという。しかし、ナジェージダは踏み込まれる前日にカリーニンの地を離れ、事なきを得た。
オシップの残した詩の原稿を保存し、公表することが自分の人生の目的だと考えていたナジェージダは、その目的に即して詩の内容のほとんどを暗記していた。原稿のみに詩を残しておくのは危険であると考えていたためである。
スターリンの死後、ナジェージダは1956年に学位論文を完成させ、1958年にモスクワに戻ることが許可された。
西側諸国にて故郷ロシアよりも先に出版された回想録、『Hope Against Hope（希望に抗う希望）』と『Hope Abandoned（見捨てられた希望）』の中でナジェージダは、自身の人生に対して深い考察を加えると同時に、1920年代以降におけるソ連が道徳的・文化的に退廃していった様を批判した。上記の回想録の題名は、自身の名前（ナジェージダ）がロシア語で「希望」を意味することにかけた一種の言葉遊びである。
ナジェージダは1979年に自身が保有するオシップの原稿をプリンストン大学へ寄贈し、その翌年の1980年、モスクワにて81歳でこの世を去った。

## 作品
- Hope against Hope (ISBN 1-86046-635-4)
- Hope Abandoned (ISBN 0-689-10549-5)